# Tarasa antofagastana
Tarasa antofagastana är en malvaväxtart som först beskrevs av R. Phil., och fick sitt nu gällande namn av Antonio Krapovickas. Tarasa antofagastana ingår i släktet Tarasa och familjen malvaväxter. Inga underarter finns listade i Catalogue of Life.